# Ucayalimyia antlerata
Ucayalimyia antlerata là một loài ruồi trong họ Tachinidae.